# Norbury (Shropshire)
Pour les articles homonymes, voir Norbury (homonymie).
Norbury est une paroisse civile et un village du Shropshire, en Angleterre.